# Uličské Krivé
Uličské Krivé (in ungherese Görbeszeg) è un comune della Slovacchia facente parte del distretto di Snina, nella regione di Prešov; si trova nei pressi del parco nazionale Poloniny.
Haresova, che fa parte del patrimonio dell'umanità dell'UNESCO delle "Antiche faggete primordiali dei Carpazi e di altre regioni d'Europa", si trova a poca distanza dal comune.

## Storia
Venne menzionato per la prima volta nel 1478. La chiesa ortodossa in legno del villaggio risale al 1718 ed è dedicata all'arcangelo Michele.